# Heinrich Hamacher

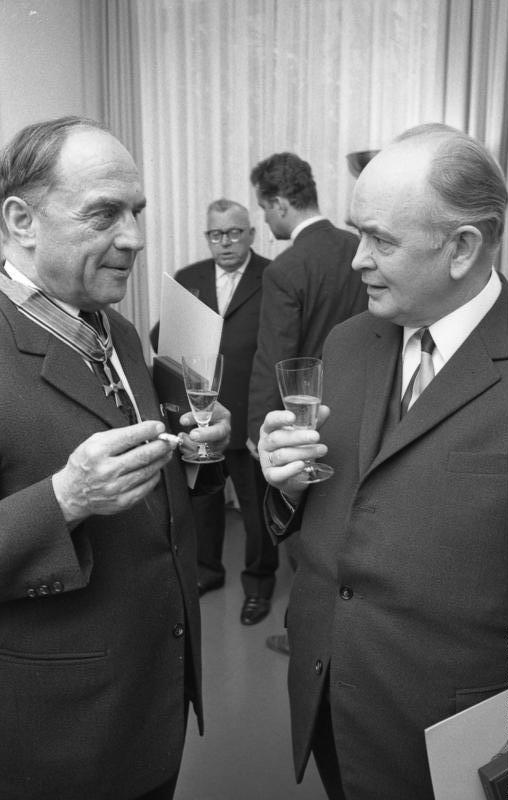
Heinrich Hamacher (links) neben Josef Hufnagel bei der Ordensverleihung 1965

Heinrich „Hein“ Hamacher (* 9. April 1899 in Köln; † 19. Juli 1974 ebenda) war ein deutscher Politiker der SPD.

## Leben
Nach dem Besuch der Volksschule absolvierte Hamacher von 1913 bis 1915 eine Lehre als Feindrahtzieher. 1915 schloss er sich dem Deutschen Metallarbeiter-Verband an. Im Ersten Weltkrieg war er Soldat und wurde schwer kriegsbeschädigt. Ab 1919 arbeitete er wieder als Seiler und Drahtzieher. Er war als Vertrauensmann für den DMV tätig und Betriebsrat. Mitte der 1920er Jahre studierte er neun Trimester Volks- und Betriebswirtschafts- sowie Gesellschaftslehre am Gewerkschaftsseminar in Köln.
Hamacher schloss sich nach 1918 der KPD an und beteiligte sich 1923 als Kurier am Kampf gegen die rheinischen Separatisten. 1925 trat er der SPD bei, für die er auch nach 1933 illegal tätig war. Ab 1930 arbeitete er hauptamtlich als Parteisekretär für den SPD-Unterbezirk Groß-Köln. Neben seiner parteipolitischen Tätigkeit war er bis 1933 stellvertretender Vorsitzender des Arbeiter-Turn- und Sportbundes im Rheinland.
Nach der Machtübernahme der Nationalsozialisten kam Hamacher für etwa zehn Monate in Schutzhaft und wurde bis November 1933 im KZ Esterwegen interniert. Gemeinsam mit den Sozialdemokraten Franz Bott und Willi Schirrmacher baute er 1934 ein Kölner Verteilernetz für im Ausland gedruckte Schriften der Exil-SPD auf, das jedoch im Mai 1935 von der Gestapo entdeckt wurde. Aufgrund seiner illegalen politischen Betätigung wurde er 1936 vor dem Volksgerichtshof wegen „Vorbereitung zum Hochverrat“ angeklagt. Das Verfahren endete mit einem Freispruch. Von 1938 bis 1945 arbeitete er bei den Fordwerken in Köln. Im Zusammenhang mit dem Attentat vom 20. Juli 1944 wurde er erneut für kurze Zeit inhaftiert.
Nach dem Zweiten Weltkrieg war er erneut hauptamtlich für die SPD tätig, zunächst als Sekretär und Geschäftsführer in Köln und ab 1953 als Geschäftsführer des SPD-Bezirks Mittelrhein. Er war zudem Landesvorsitzender der Arbeitsgemeinschaft politisch verfolgter Sozialdemokraten in Nordrhein-Westfalen.
Hamacher gehörte von 1945 bis 1958 dem Stadtrat seiner Heimatstadt Köln an. Von 1957 bis 1969 war er Bundestagsabgeordneter. Bei den Bundestagswahlen 1957 und 1961 zog er über die Landesliste der SPD Nordrhein-Westfalen ins Parlament ein und bei der Bundestagswahl 1965 gewann er das Direktmandat im Wahlkreis Köln IV. Während seiner Zugehörigkeit zum Deutschen Bundestag war er Mitglied mehrerer Ausschüsse; von 1957 bis 1965 für Wiedergutmachung, von 1965 bis 1969 für Kriegs- und Verfolgungsschäden und von 1961 bis 1963 für Wohnungswesen, Städtebau und Raumordnung.
Heinrich Hamacher war seit 1925 mit Margaretha, geb. Paffrath, verheiratet und hatte eine Tochter. Seine Tochter Grete hat Achim von Loesch geheiratet und war SPD-Politikerin im Frankfurter Stadtparlament. Er erhielt 1965 das Große Verdienstkreuz der Bundesrepublik. In Köln-Dünnwald ist der Hein-Hamacher-Weg nach ihm benannt. Sein Nachlass befindet sich im Historischen Archiv der Stadt Köln.